# 北勝海信芳
北勝海信芳（日语：／ Hokutoumi Nobuyoshi，1963年6月22日—），本名保志信芳，日本北海道廣尾郡廣尾町出身的前大相撲力士，第61代横綱。他身高181cm、體重150kg。所屬的相撲部屋是九重部屋。
他引退後襲名八角，成為八角部屋的師匠，並自2015年起出任日本相撲協會理事長（第13任）至今。

## 早年生活
保志信芳生於廣尾郡，他的一位叔叔是前橫綱北之富士勝昭的熟人，當時他已經從大相撲中退役並且正在經營九重部屋，並且在他的邀請下，保志搬到了東京加入了九重部屋。他第一次比賽是在1979年3月，與另一位橫綱雙羽黑光司同一時期加入職業相撲。

## 幕內生涯
他花了四年時間，於1983年3月才到達十兩級別，19歲，與十勝郡競爭對手大乃國康同時進入幕內。這時，他的同伴千代之富士貢晉升為橫綱。北勝海於1983年9月在幕內首次亮相。1986年3月，在關脇級別中，他以13勝2負的成績贏得了他的第一個幕內優勝。儘管取得了令人印象深刻的成績，但他沒有立即晉升到第二高的大關級別，因為他在之前的兩場比賽中表現不佳，在最近的三場比賽中只有30場胜利，一般需要33場比賽才可晉升大關。因當時已經有五個大關，讓相撲協會沒有動力放鬆昇晉標準。然而，他在5月份取得了11勝4負的成績，然後在7月取得了12勝3負的成績，確保了他在9月比賽中的晉級。與此同時雙羽黑光司被晉升為橫綱。
直至此時保志信芳仍然以真實姓名比賽，但他的教練認為他是時候要取一個四股名。他本來希望把自己的家鄉「十勝」加進自己的四股名中，但十勝的字面意思是“十次勝利”，即是意味著他未來只能贏十次，而不是無限次。作為折衷方案，他最終取名「北勝海」，但把「十勝」的「十」字的訓讀套在「勝」字上。

## 橫綱
在1987年3月的第二次比賽冠軍和5月的亞軍之後，他被提升為橫綱參加7月的比賽。1988年，他遭受了嚴重的背傷，使他無法參加三場比賽。他似乎也錯過了1989年1月錦標賽的開始，但由於昭和天皇的去世而延遲了，他回來贏得了比賽。他還贏得了五月的比賽。在7月，他參加了與千代之富士的歷史性附加賽-有史以首次由同一部屋的兩個橫綱，為爭奪冠軍而在土俵上對決，（相撲的規則規定來自同一個部屋的力士，在季賽中不會對戰)。
在1990年3月的比賽的最後一天，他與大關小錦八十吉 (6代)和關脇霧島一博（在賽後晉升為大關）進行了罕見的三方優勝決定戰。首先，北勝海與小錦的比賽中敗北。然後小錦對戰霧島。小錦只需贏得勝利就奪得本次比賽冠軍，但霧島卻贏下比賽，接下來是霧島對抗北勝海，霧島需要這個勝利來拿下生涯第一個冠軍優勝，但最終北勝海贏了。北勝海在下一場比賽中又擊敗小錦，從而贏得了比賽。
在1991年3月的比賽的第14天，他在與大乃國康的一場比賽中左膝受傷，但設法以13勝的比分贏得了比賽。在此之後，由於他的膝蓋北勝海缺席了很多比賽。該年年初橫綱仍然有4位，但是千代之富士在1991年5月退休了，大乃國於7月和次年1月的旭富士正也（1992年），北勝海之後成為了當時唯一的橫綱。他在前兩場比賽輸給水戶泉政人和久島海啟之，之後退出了1992年3月的比賽，並在1992年5月的比賽前不久宣布退役，年齡為28歲零10個月。他引用肩膀，肘部和膝蓋受傷，說他失去了繼續訓練的戰鬥精神。
1990年10月，北勝海前往英國倫敦，在皇家阿尔伯特音乐厅進行表演賽，並獲得優勝。
在僅僅一年的時間裡，所有四個橫綱都退役了。北勝海作為橫綱戰鬥了29場所。退休後，60年來第一次在番付表(力士排名表)上沒有橫綱，直到1993年1月曙太郎升為橫綱。

## 引退
退休後，北勝海成為日本相撲協會的成員，其名稱為八角。他開了自己的訓練場八角部屋，培養出四名頂級力士，北勝力英樹，海鵬涼至，隱岐之海和北勝富士大輝。
他偶爾會出現在NHK相撲廣播中作為評論員和分析師。他在1989年10月於甲南女子大學畢業，並於1990年3月結婚。
2015年12月18日，在前任主席北之湖敏滿於2015年11月20日去世後，他被任命為日本相撲協會主席。他的任期直到2016年3月底，他於2016年3月28日贏得了有爭議的選票，擊敗了貴乃花光司，並被確認再延長為期兩年的任期。他於2018年再次當選。
2023年9月2日，舉行還曆土俵入儀式。